# Mugur-Aksy
Mugur-Aksy (russisch und tuwinisch Мугу́р-Аксы́) ist ein Dorf (selo) in der Republik Tuwa in Russland mit 4153 Einwohnern (Stand 14. Oktober 2010).

## Geographie
Der Ort liegt etwa 320 km Luftlinie westsüdwestlich der Republikhauptstadt Kysyl, knapp 20 km entfernt von der Grenze zur Mongolei. Er befindet sich 25 km nordöstlich des 3976 m hohen Bergmassives Mongun-Taiga, das den östlichsten Teil des russischen Altai bildet, und unmittelbar südlich des dort knapp 3400 m Höhe erreichenden Zagan-Schibetu-Kammes, der südwestlich an das Tannu-ola-Gebirge anschließt. Mugur-Aksy liegt bei der Mündung des Mugur in den Kargy, der gut 40 km südöstlich, bereits in der Mongolei und dort als Charigijn Gol bezeichnet, dem abflusslosen See Üüreg Nuur zufließt.
Mugur-Aksy ist Verwaltungszentrum des Koschuuns (Rajons) Mongun-Taiginski sowie Sitz und einzige Ortschaft der Landgemeinde (selskoje posselenije) Kargynski sumon.
Das Dorf ist das höchstgelegene Rajonzentrum Russlands, vor dem westlich benachbarten Kosch-Agatsch in der Republik Altai.

## Geschichte
Das 1938 entstandene Dorf (der Name bedeutet im Tuwinischen „Mugur-Mündung“) wurde bereits am 24. März 1941 Verwaltungssitz des neu geschaffenen, nach dem höchsten Berg der in dieser Zeit unabhängigen Republik benannten Koschuuns und blieb dies zunächst auch nach dem Anschluss an die Sowjetunion 1944. 1953 wurde der Koschuun (Rajon) aufgelöst und sein Territorium dem Bai-Taiginski koschuun mit Sitz im 70 km nördlich gelegenen Teeli zugeschlagen. 1968 wurde der Koschuun wiederhergestellt.

### Bevölkerungsentwicklung
| Jahr | Einwohner |
| ---- | --------- |
| 1970 | 547       |
| 1979 | 399       |
| 1989 | 3457      |
| 2002 | 4046      |
| 2010 | 4153      |

Anmerkung: Volkszählungsdaten

## Verkehr
Nach Mugur-Aksy führt die unbefestigte Regionalstraße 93N-22, die gut 100 km nordöstlich bei Chandagaity von der 93N-19 (ehemals A163) Tschadan – mongolische Grenze abzweigt und der Staatsgrenze folgt. Von Mugur-Aksy weiter nach Südwesten führt die 93N-24 bis ins gut 50 km entfernte Dorf Kysyl-Chaja.
Das Dorf besitzt einen kleinen unbefestigten Flugplatz (ICAO-Code UNAG), der heute unregelmäßig angeflogen wird (Stand 2014).